# Små Gäddtjärnarna
Små Gäddtjärnarna är en sjö i Falu kommun i Dalarna och ingår i Dalälvens huvudavrinningsområde.